# Bibionomorpha
Infra-ordre
Les Bibionomorpha forment un infra-ordre d'insectes diptères nématocères.

## Classification
L'infra-ordre Bibionomorpha est décrit par Willi Hennig en 1954,.

## Liste des familles
Selon ITIS (3 février 2022) :
- Bibionidae
- Bolitophilidae
- Cecidomyiidae
- Diadocidiidae
- Ditomyiidae
- Hesperinidae
- Keroplatidae
- Lygistorrhinidae
- Mycetophilidae
- Pleciidae
- Sciaridae

## Liste des super-familles et familles
Selon Fauna Europaea (3 février 2022) :
- Bibionoidea
  - famille Bibionidae
  - famille Hesperinidae
- Pachyneuroidea
  - famille Pachyneuridae
- Sciaroidea
  - famille Bolitophilidae
  - famille Cecidomyiidae
  - famille Diadocidiidae
  - famille Ditomyiidae
  - famille Keroplatidae
  - famille Mycetophilidae
  - famille Sciaridae

### Publication originale
- (de) Willi Hennig, Flügelgeäder und System der Dipteren unter Berücksichtigung der aus dem Mesozoikum beschriebenen Fossilien, vol. 4, coll. « Beiträge zur Entomologie », 1954, 245-388 p. (DOI 10.21248/contrib.entomol.4.3-4.245-388).